# Sundamys maxi
Sundamys maxi  (Sody, 1932) è un roditore della famiglia dei Muridi endemico dell'isola di Giava.

## Descrizione

### Dimensioni
Roditore di grandi dimensioni, con la lunghezza della testa e del corpo tra 218 e 270 mm, la lunghezza della coda tra 258 e 309 mm, la lunghezza del piede tra 52 e 55 mm e la lunghezza delle orecchie tra 24 e 28 mm.

### Aspetto
Le parti superiori sono grigio-brunastre, più scure lungo la schiena, mentre le parti ventrali sono grigio scure con dei riflessi giallastri. Le orecchie e il dorso delle zampe sono marrone scure. La coda è più lunga della testa e del corpo ed è uniformemente marrone scura.

## Biologia

### Comportamento
È una specie terricola.

## Distribuzione e habitat
Questa specie è conosciuta soltanto in due località nella parte occidentale dell'Isola di Giava.
Vive nelle foreste tropicali sempreverdi tra 900 e 1.350 metri di altitudine.

## Conservazione
La IUCN Red List, considerato l'areale ristretto e seriamente frammentato e il continuo declino della qualità del proprio habitat, classifica S.maxi come specie in pericolo (EN).